# هجرس هامليني
هجرس هامليني (الاسم العلمي:Cercopithecus hamlyni) (بالإنجليزية: Hamlyn's Monkey)‏ هو نوع من الحيوانات يتبع جنس الهجرس من فصيلة سعادين العالم القديم.